# Kamla Persad-Bissessar
Kamla Persad-Bissessar, née le 22 avril 1952 à Penal (en), est une femme d'État trinidadienne. Membre du Congrès national uni, elle est Première ministre de mai 2010 à septembre 2015 et depuis mai 2025.

## Biographie
Élue à la Chambre des représentants à partir de 1995 sous les couleurs du Congrès national uni, Kamla Persad-Bissessar occupe dans le gouvernement de Basdeo Panday les fonctions de procureur général (ministre de la Justice) de 1995 à 1996, puis de ministre de l'Éducation de 1999 à 2001, et de nouveau de procureur général entre octobre et décembre 2001.
En janvier 2010, elle est élue chef du Congrès national uni, qui remporte les élections législatives du 24 mai suivant, devançant le Mouvement national du peuple du Premier ministre sortant Patrick Manning. Deux jours plus tard, Kamla Persad-Bissessar devient la première femme Premier ministre de son pays,,. Après cinq ans au pouvoir, le Congrès national uni perd les élections du 7 septembre 2015. Le 9 septembre, Keith Rowley lui succède, et le 21 septembre 2015, elle est nommée chef de l'opposition par le président Anthony Carmona. Elle conduit de nouveau son parti lors des élections législatives de 2020, où l'UNC améliore son score de deux sièges, mais reste dans l'opposition et Kamla Persad-Bissessar conserve son poste de chef de l'opposition.
Elle remporte enfin les élections législatives de 2025 et redevient Première ministre de Trinité-et-Tobago.